# (1783) Albitskij
(1783) Albitskij ist ein Asteroid des Hauptgürtels, der am 24. März 1935 vom russischen Astronomen Grigori Nikolajewitsch Neuimin in Simejis entdeckt wurde.
Der Asteroid ist dem russischen Astronomen Wladimir Alexandrowitsch Albizki gewidmet.